# 圖羅平
50°59′2″N 24°27′19″E / 50.98389°N 24.45528°E
圖羅平（烏克蘭語：Туропин），是烏克蘭的村落，位於該國西部沃倫州，由科韋利區負責管轄，始建於1545年，面積2.19平方公里，海拔高度195米，2001年人口544，人口密度每平方公里248.4人。